# Élie III de Jérusalem
Élie III est le patriarche de Jérusalem d'environ 879 à 907.
Selon les annales d'Eutychius d'Alexandrie, il est un membre de la famille de Mansour ibn Sarjoun, le grand-père de Jean Damascène . 
Il est prouvé qu'il envoie une circulaire aux dirigeants européens demandant une aide financière pour restaurer les églises de son diocèse. Elle est reçue par l'empereur carolingien Charles le Gros en 881, et probablement aussi par le roi Alfred le Grand. Selon Asser, Élie correspond avec Alfred et lui envoie des cadeaux avec un texte médical en vieil anglais qui contient des informations sur les remèdes aux maux d'Alfred que ce dernier avait mentionnés à Élie.
Selon Eutychius, il est consacré dans la dixième année de règne du calife abbasside al-Mu'tamid (r. 870-892), et reste en fonction jusqu'à sa mort, une période d'environ 22 ans.